# ارگانیک سینتسیس
اورگانیک سینتسیس (به انگلیسی: Organic Syntheses) نشریه‌ای علمی با داوری همتا می‌باشد که در سال ۱۹۲۱ برای نخستین بار منتشر شد. این نشریه در زمینه شیمی آلی بوده و توسط انتشارات آمریکایی جان وایلی منتشر می‌شود.